# Essenkogelzwam
De essenkogelzwam (Hypoxylon fraxinophilum) is een schimmel behorend tot de familie Hypoxylaceae. Hij komt voor in loofbossen op rijke zandgronden. Hij leeft op dode takken van de es (Fraxinus excelsior).

## Kenmerken
Uiterlijke kenmerken
De stromata breken door de schors. Ze zijn hebben een diameter van 2 tot 6 mm en een hoogte van 1,5-2,5 mm hoog.  De vorm is halfbolvormig en enigszins ingesnoerd aan de basis. De kleur is rozebruin tot grijsbruin. Het interne weefsel onder de ascomata donker grijsbruin als ze volwassen zijn.
Microscopische kenmerken
Parafysen zijn enkelvoudig, dunwandige, hyaliene en meten 2,5-3 µm in diameter. Ze zijn niet gezwollen aan de top. De asci zijn 8-sporig, cilindrisch, langstelig, dunwandig, de top stomp en meten 170-220 × 14,5-17 µm. De ascosporen zijn glad, in de ascus eenzijdig gerangschikt, ellipsoïdaal-spoelvormig en meten (17,2-)18-23(-24,1). 

## Verspreiding
In Nederland komt hij zeldzaam voor. Hij staat niet op de rode lijst en is niet bedreigd.

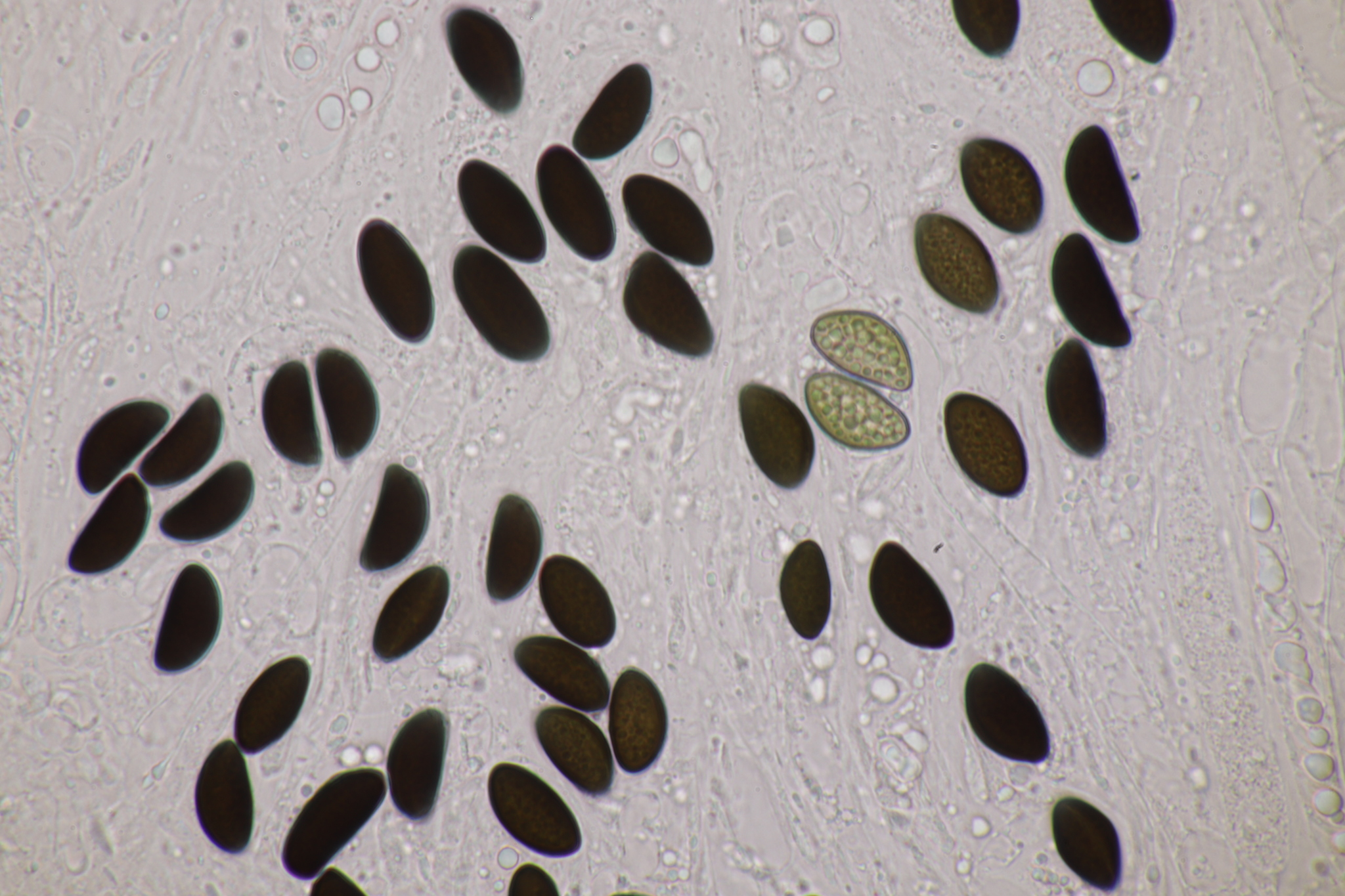
Sporen